# 16435 Fándly
16435 Fándly este un asteroid din centura principală de asteroizi.

## Descriere
16435 Fándly este un asteroid din centura principală de asteroizi. A fost descoperit pe 7 noiembrie 1988 la Piwnice de Milan Antal. El prezintă o orbită caracterizată de o semiaxă mare de 2,52 ua, o excentricitate de 0,22 și o înclinație de 6,7° în raport cu ecliptica.